# غالب بن الشيخ
غالب بن الشيخ (بالفرنسية: Ghaleb Bencheikh)‏ (ولد عام 1960م في مدينة جدة، المملكة العربية السعودية) هو دكتور في العلوم والفيزياء. هو ابن عباس بن الشيخ الحسين  وشقيق صهيب بن الشيخ، غالب بن الشيخ هو الرئيس السابق للمسجد الكبير في باريس. يستضيف البرنامج التلفزيوني «الإسلام» المتعلق بالتدريب الفلسفي واللاهوت.
غالب بن الشيخ رئيس المؤتمر العالمي للأديان من أجل السلام، الأمر الذي يؤدي إلى العديد من التدخلات في فرنسا والخارج. يتحدث بكل سهولة، غالب بن الشيخ انتشار وترويج طريقة أطروحات وأفكار قوية من أخيه صهيب بن الشيخ.
غالب بن الشيخ عضو من مقدمي اللجنة الفرنسية التحالف العقد، ونشر ثقافة السلام واللاعنف.

## وصلات خارجية
- مداخلة غالب بن الشيخ في مهرجان فاس للثقافة الصوفية في عام 2007 حول موضوع «التصوف وحقوق الإنسان».